# فریدون افشار
 فریدون افشار از سیاستمداران ایرانی بود، که در دوره نوزدهم بعنوان نماینده ارومیه در مجلس شورای ملی حضور داشت.